# Dorochy (obwód miński)
Dorochy (biał. Дарахі, ros. Дорохи) – wieś na Białorusi, w obwodzie mińskim, w rejonie mołodeckim, w sielsowiecie Gródek.

## Historia
W czasach zaborów wieś, majątek i zaścianek w powiecie wilejskim, w guberni wileńskiej Imperium Rosyjskiego.
W latach 1921–1945 wieś leżała w Polsce, w województwie wileńskim, w powiecie wilejskim, od 1927 roku w powiecie mołodeczańskim, w gminie Gródek.
Powszechny Spis Ludności z 1921 roku podał łączne dane dotyczące miejscowości. Zamieszkiwało tu 231 osób, 5 były wyznania rzymskokatolickiego a 226 prawosławnego. Jednocześnie 5 mieszkańców zadeklarowało polską a 226 białoruską przynależność narodową. Były tu 42 budynki mieszkalne. 
W 1931 roku zamieszkiwało: 
- wieś – w 44 domach 268 osób[6].
- zaścianek – w 1 domu zamieszkiwały 4 osoby[6].
- majątek – w 1 domu zamieszkiwały 3 osoby[6].

Wierni należeli do parafii rzymskokatolickiej w Chołchle i parafii prawosławnej w Dorach. Miejscowości podlegały pod Sąd Grodzki w Rakowie i Okręgowy w Wilnie; właściwy urząd pocztowy mieścił się w Gródku.
W wyniku napaści ZSRR na Polskę we wrześniu 1939 miejscowość znalazła się pod okupacją sowiecką. 2 listopada została włączona do Białoruskiej SRR. Od czerwca 1941 roku pod okupacją niemiecką. W 1944 miejscowość została ponownie zajęta przez wojska sowieckie i włączona do Białoruskiej SRR.
Od 1991 w składzie niepodległej Białorusi.
Od 1960 do 2013 roku w sielsowiecie Chołchło.

## Przynależność państwowa i administracyjna
- ? – 1917  Imperium Rosyjskie, gubernia wileńska, powiat wilejski
- 1917–1919  Rosyjska FSRR
- 1919–1920  Polska, Zarząd Cywilny Ziem Wschodnich, okręg wileński
- 1920  Rosyjska FSRR
- 1920–1945  Polska
  - województwo:
    - nowogródzkie (1921–1922)
    - Ziemia Wileńska (1922–1926)
    - wileńskie (od 1926)

  - powiat:
    - wilejski (1920–1927)
    - mołodeczański (od 1927)
- 1945–1991  ZSRR, Białoruska SRR
- od 1991  Białoruś